# Истории о Боге с Морганом Фрименом
«Исто́рии о Бо́ге с Мо́рганом Фри́меном», или «Мо́рган Фри́ман. Исто́рии о Бо́ге» (англ. The Story of God with Morgan Freeman) — американский документальный научно-популярный телесериал производства National Geographic Channel и Revelations Entertainment.
Премьера состоялась на National Geographic Channel 3 апреля 2016 года. Российская премьера состоялась на National Geographic Channel 4 апреля 2016 года.
Премьера второго сезона состоялась 16 января 2017 года.
Премьера третьего сезона состоялась 5 марта 2019 года.
В цикле документальных фильмов ведущий и исполнительный продюсер Морган Фримен исследует различные культуры и религии касательно вопросов веры в Бога или в высшую силу.

## Список серий

### Сезон 1
| № | Название серии                                                     | Дата премьеры  |
| - | ------------------------------------------------------------------ | -------------- |
| 1 | «Создание» / Creation                                              | 3 апреля 2016  |
| 2 | «Кто есть Бог?» / Who is God?                                      | 10 апреля 2016 |
| 3 | «Почему существует зло?», или «Высшая сила» / Why Does Evil Exist? | 17 апреля 2016 |
| 4 | «Вы верите в чудеса?» / The Power of Miracles                      | 24 апреля 2016 |
| 5 | «Апокалипсис» / Apocalypse                                         | 1 мая 2016     |
| 6 | «Жизнь после смерти» / Beyond Death                                | 8 мая 2016     |

### Сезон 2
| №     | Название серии                                     | Дата премьеры  |
| ----- | -------------------------------------------------- | -------------- |
| 1 (7) | «Избранный» / The Chosen One                       | 16 января 2017 |
| 2 (8) | «Рай и Ад» / Heaven and Hell                       | 23 января 2017 |
| 3 (9) | «Доказательства существования Бога» / Proof of God | 30 января 2017 |

### Сезон 3
| №      | Название серии                             | Дата премьеры |
| ------ | ------------------------------------------ | ------------- |
| 1 (10) | «В поисках дьявола» / Search for the Devil | 5 марта 2019  |
| 2 (11) | «Бог среди нас» / Gods Among Us            | 12 марта 2019 |
| 3 (12) | «Лики Бога» / Visions of God               | 19 марта 2019 |
| 4 (13) | «Смертные грехи» / Deadly Sins             | 26 марта 2019 |
| 5 (14) | «Божественные тайны» / Divine Secrets      | 2 апреля 2019 |
| 6 (15) | «Священные законы» / Holy Laws             | 9 апреля 2019 |